# Betzenbach (Westerbach)
Der Betzenbach ist ein rechter Zufluss des Westerbaches im Landkreis Aschaffenburg im bayerischen Spessart.

## Einzelnachweise

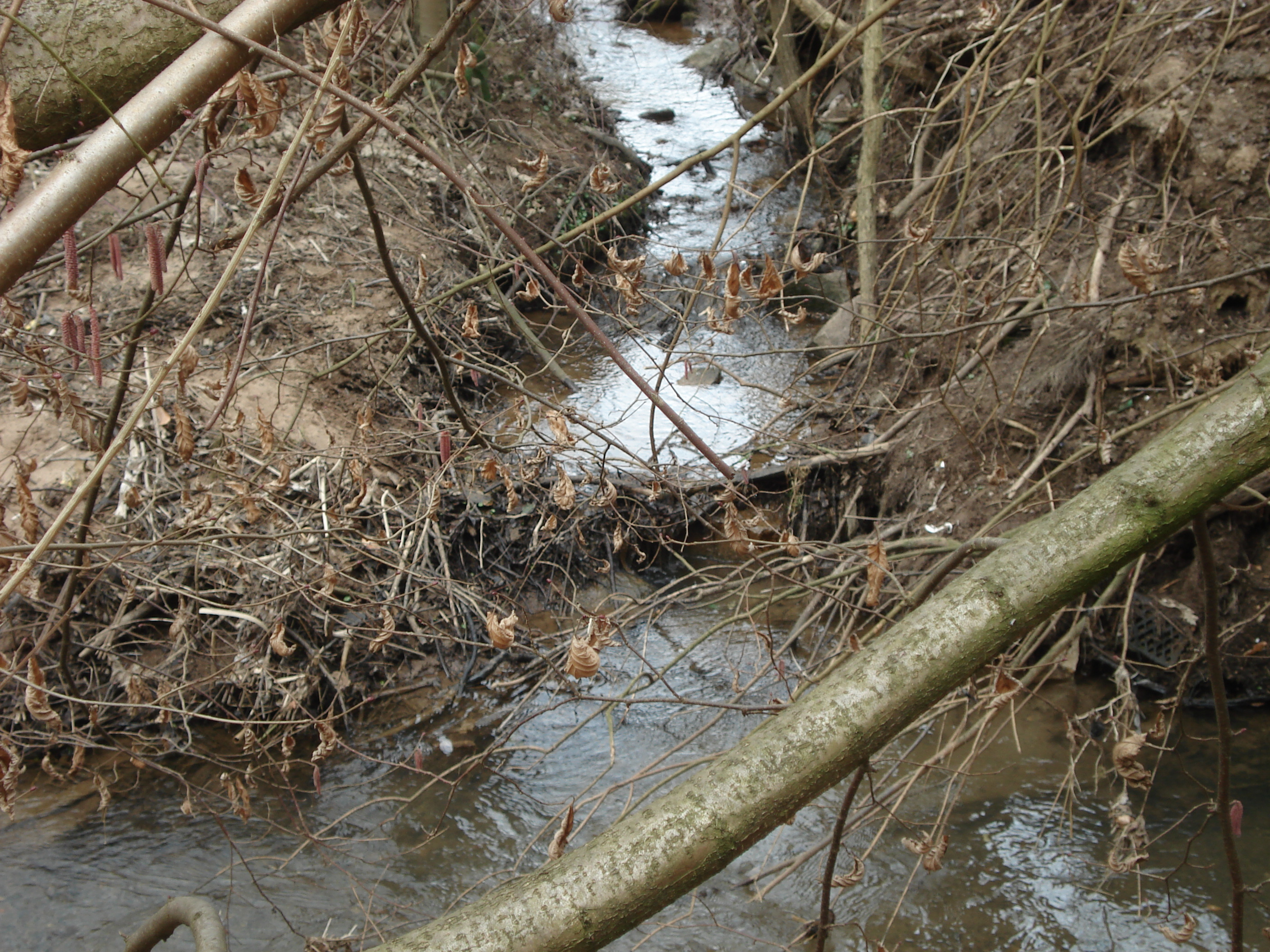
Der Betzenbach mündet in den Westerbach

## Geographie

### Verlauf
Der Betzenbach entspringt am Kalmus (300 m), östlich von Krombach. Er fließt Richtung Osten nach Schöllkrippen (früherer Ortsteil Waag). Dort verläuft er zwischen den Häusern entlang, unterquert die Staatsstraße 2306 und mündet in den Westerbach.

### Flusssystem Kahl
- Fließgewässer im Flusssystem Kahl